# Walt Hansgen
Walter Edwin Hansgen, detto Walt (Westfield, 28 ottobre 1919 – Orléans, 7 aprile 1966), è stato un pilota automobilistico statunitense.
Per quanto riguarda la Formula 1 ha preso la partenza nel Gran Premio degli Stati Uniti d'America in due occasioni: nel 1961 e nel 1964.

## Carriera

### Gli inizi

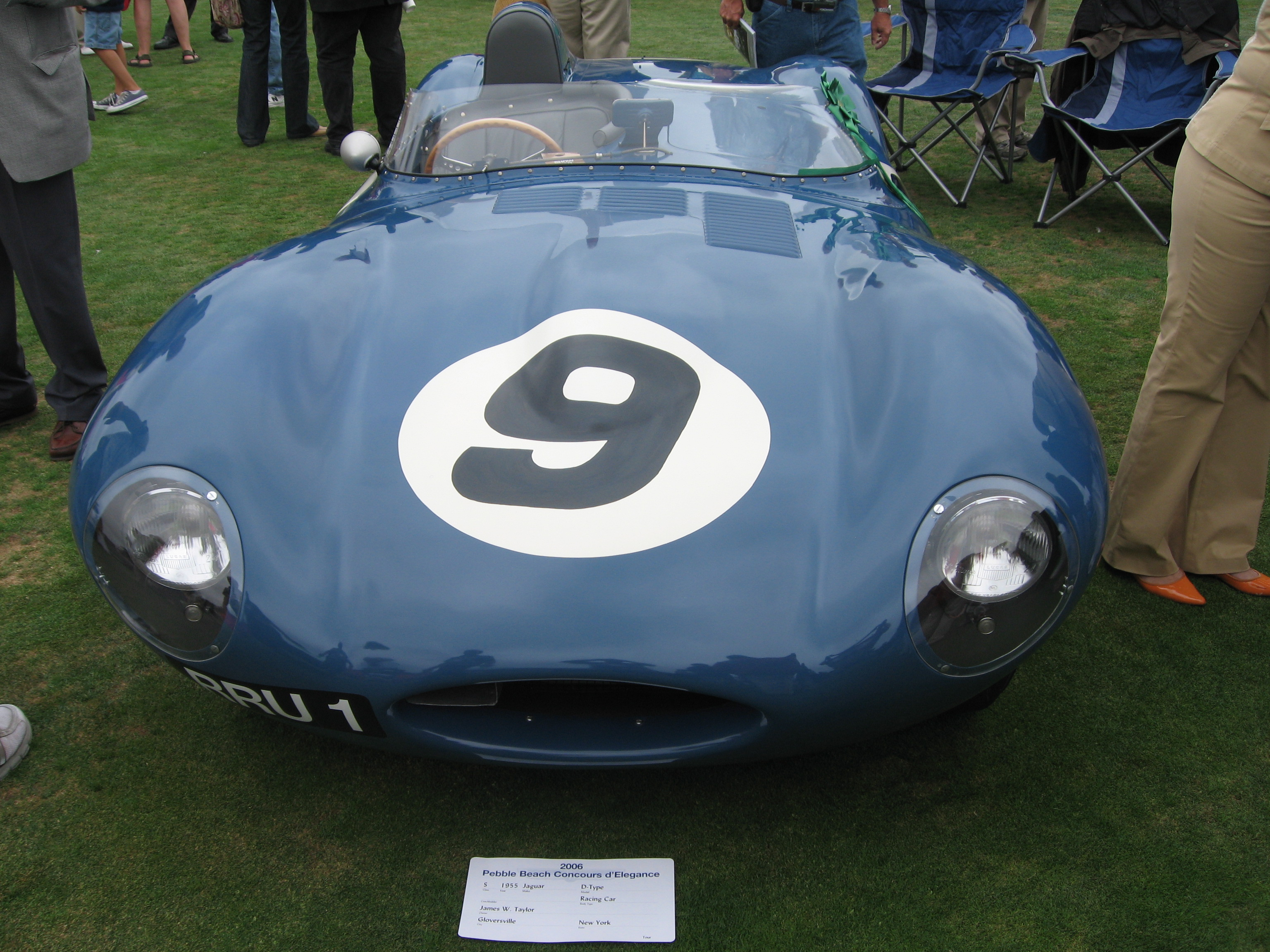
JaguarD-Type 1955

Hansgen si appassionò all'automobilismo fin dalla giovane età, ma cominciò a prendere parte alle sue prime gare solamente all'inizio degli anni cinquanta. In quegli anni lavorava infatti come carrozziere nell'azienda del padre e dopo aver preso in prestito del denaro dalla famiglia comprò una Jaguar XK120. Nonostante la scarsa competitività del mezzo riuscì comunque a concludere decimo alla 12 Ore di Sebring 1952. Decise quindi di costruire una vettura in proprio riciclando alcune parti della Jaguar per poter correre nella SCCA. Fece il suo debutto nella serie nel 1953, imponendosi al debutto e vincendo alcune gare. Nel 1956, dopo un successo a Cumberland a bordo di una Jaguar D-Type, venne assunto da Briggs Cunningham nel suo team. Per quattro anni consecutivi vinse quindi il titolo di serie di SCCA. Nello stesso tempo prese parte ad alcune gare in Europa senza sfigurare. Partecipò anche a diverse gare di Formula Junior alla guida di una Cooper negli Stati Uniti.

### Formula 1
Nel 1961 fece il suo esordio in Formula 1 al Gran Premio degli Stati Uniti, che concluse con un ritiro. La sua unica altra gara nella massima serie fu solo nel 1964, sempre nella gara di casa, dove giunse quinto conquistando i suoi primi punti mondiali.

#### Risultati completi
| 1961 | Scuderia         | Vettura    |  |  |  |  |  |  |  |     |  |  |  | Punti | Pos. |
| ---- | ---------------- | ---------- |  |  |  |  |  |  |  | --- |  |  |  | ----- | ---- |
| 1961 | Momo Corporation | Cooper T53 |  |  |  |  |  |  |  | Rit |  |  |  | 0     |      |

| 1964 | Scuderia   | Vettura  |  |  |  |  |  |  |  |  |   |  |  | Punti | Pos. |
| ---- | ---------- | -------- |  |  |  |  |  |  |  |  | - |  |  | ----- | ---- |
| 1964 | Team Lotus | Lotus 33 |  |  |  |  |  |  |  |  | 5 |  |  | 2     | 16º  |

| Legenda | 1º posto     | 2º posto | 3º posto    | A punti         | Senza punti/Non class.  | Grassetto – Pole position Corsivo – Giro più veloce |
| Legenda | Squalificato | Ritirato | Non partito | Non qualificato | Solo prove/Terzo pilota | Grassetto – Pole position Corsivo – Giro più veloce |

### Vetture sport
Hansgen trascorse comunque il resto della sua carriera nelle corse con vetture sport. Nel 1964 terminò il suo sodalizio con Cunningham e passò al team di John Mecom. Lo stesso anno prese parte alla 500 miglia di Indianapolis, ritirandosi mentre occupava la seconda posizione. Partecipò anche ad alcune gare nella NASCAR e fece da mentore a Mark Donohue, con cui giunse secondo alla 12 Ore di Sebring del 1966. Dopo questo risultato fece alcuni test ad Indianapolis per recarsi poi in Francia per la 24 Ore di Le Mans. Durante i giorni di prova fu, però, protagonista di un grave incidente dopo aver urtato alcuni sacchi di sabbia in una via di fuga. La sua vettura si capovolse e subì gravi ferite alla testa, che causarono la sua morte alcuni giorni dopo.
La salma di Hansgen venne rimpatriata negli Stati Uniti per essere inumata nel Nuovo Cimitero Germantown di Oldwick, New Jersey.